# Бернетт, Кэрол
Кэрол Крейтон Бернетт (англ. Carol Creighton Burnett, род. 26 апреля 1933) — американская актриса, комедиантка и певица, наиболее известная благодаря «Шоу Кэрол Бернетт».

## Биография
Её актёрская карьера стартовала в Нью-Йорке, где после успеха на Бродвее, она добилась популярности и на телевидении. Последовавшие за этим успешные появления в «Шоу Гарри Мура» побудили актрису перебраться в Лос-Анджелес, где в 1967 году на канале CBS стартовал её собственный проект — «Шоу Кэрол Бернетт», которое транслировалось последующие 11 лет. Шоу трижды становилось лауреатом премии «Эмми», а сама Бернетт за свою роль в нём дважды удостаивалась «Золотого глобуса».
Помимо этого у Кэрол Бернетт было множество других ролей на телевидении, среди которых сериалы «Все мои дети», «Частный детектив Магнум», «Прикосновение ангела», «Отчаянные домохозяйки» и «Лучше звоните Солу», а также телефильмы «Фресно» (1986) и «Времена сердца» (1994). Из её киноработ наиболее приметными стали роли в фильмах «Пит и Тилли» (1971), «Первая полоса» (1974), «Свадьба» (1978), «Времена года» (1981) и «Безумные подмостки» (1992).
В 2005 году актриса была удостоена Президентской медали Свободы из рук Джорджа Буша. Помимо этого она является обладательницей звезды на Голливудской «Аллее славы», местоположение которой на Голливудском бульваре определил хичкоковский триллер «Незнакомцы в поезде», снятый в 1951 году. В то время Кэрол Бернетт работала контролером билетов в театре «Warner» на Голливудском бульваре, в котором как раз шли «Незнакомцы в поезде». Двое человек опоздали на сеанс, а Бернетт, уже видевшая фильм, сказала, что эту замечательную картину надо смотреть с самого начала. Итогом этого смелого действия стало увольнение Бернетт из театра. Несколько лет спустя, когда во время вручения актрисе звезды на Голливудской аллее славы её спросили, где бы она хотела её поместить, Бернетт выбрала местом прямо перед театром «Warner».
В марте 2007 года актриса подала в суд на компанию 20th Century Fox за использование её образа «классической английской горничной» из «Шоу Кэрол Бернетт» в мультсериале «Гриффины» (эпизод «Peterotica») без её согласия. В качестве компенсации актриса потребовала 6 миллионов долларов. 4 июня 2007 года в иске судьёй Дином Ди Прегерсоном было отказано. В постановлении указывалась отсылка к Первой поправке и делу «Журнал „Hustler“ против Фэлуелла».

## Избранная фильмография
| Год  |   | Русское название      | Оригинальное название | Роль           |
| ---- | - | --------------------- | --------------------- | -------------- |
| 2006 | с | Отчаянные домохозяйки | Desperate Housewives  | Элеанор Мейсон |

## Награды
- Золотой глобус

1968 — «Лучшая телевизионная актриса» («Шоу Кэрол Бернетт»)
1970 — «Лучшая телевизионная актриса в мюзикле/комедии» («Шоу Кэрол Бернетт»)
1972 — «Лучшая телевизионная актриса в мюзикле/комедии» («Шоу Кэрол Бернетт»)
1977 — «Лучшая телевизионная актриса в мюзикле/комедии» («Шоу Кэрол Бернетт»)
1978 — «Лучшая телевизионная актриса в мюзикле/комедии» («Шоу Кэрол Бернетт»)
- Прайм-таймовая премия «Эмми»

1962 — «Лучшая исполнительница в варьете или музыкальной программе» («Шоу Гарри Мура»)
1963 — «Лучшая исполнительница в варьете или музыкальной программе» («Джули и Кэрол в Карнаги-Холл» и «Вечер с Кэрол Бернетт»)
1972 — «Лучшее варьете-шоу» («Шоу Кэрол Бернетт»)
1974 — «Лучшее варьете-шоу» («Шоу Кэрол Бернетт»)
1975 — «Лучшее варьете-шоу или музыкальная программа» («Шоу Кэрол Бернетт»)
1997 — «Лучшая приглашённая актриса в комедийном сериале» («Помешенный на тебе»)
- МКФ в Сан-Себастьяне

1978 — Приз лучшей актрисе (фильм «Свадьба»)